# Pascal Gentil
Pascal Gentil (Parigi, 5 maggio 1973) è un taekwondoka francese.

## Palmarès

### Giochi olimpici
- Bronzo a Sydney 2000
- Bronzo a Atene 2004

### Mondiali di taekwondo
- Argento a Campionati mondiali di taekwondo 1995

### Europei di taekwondo
- Oro a Campionati europei di taekwondo 1994
- Argento a Campionati europei di taekwondo 1996
- Oro a Campionati europei di taekwondo 1998
- Argento a Campionati europei di taekwondo 2004
- Oro a Campionati europei di taekwondo 2005
- Argento a Campionati europei di taekwondo 2008